# A teknősidomár
A teknősidomár (Kaplumbağa Terbiyecisi) Osman Hamdi Bey török festő festménye. 1906-ban és 1907-ben készült (két változatban). 2004-ben 3,5 millió dollárért kelt el. Jelenleg az isztambuli Perai Múzeumban található.
A festménnyel, melyen egy anakronisztikus öltözetű alak teknősöket próbál meg idomítani, a művész az Oszmán Birodalom megreformálására tett, lassú és kevéssé hatékony kísérleteket szatirizálja. A képen látható idős ember hagyományos oszmán kori vallási öltözéket visel, a fez bevezetése és a nyugati öltözködés elterjedése előtti időkből (amely a 19. század közepi Tanzimat-reformok idejére tehető). A férfi hagyományos ney fuvolát tart a kezében, ezzel próbálja „idomítani” a teknősöket a lábánál.

## Történelmi kontextus
Osman Hamdi Bey abban az időben festette a művet, amikor az Oszmán Birodalmat óriási társadalmi és politikai változások jellemezték. II. Abdulhamid reformjai vagy hatástalannak minősültek, vagy egyenesen a zűrzavar okának tartották őket. A birodalmat, amely a 19.-20. század fordulóján még mindig uralta a Balkán-félsziget egyes részeit, Észak-Afrika részeit, Anatólia és Levante egészét és az Arab-félsziget nagy részét, nagyban fenyegették a területén kibontakozó nacionalista mozgalmak és a külső hatalmak beavatkozásai is – utóbbiak később, az első világháború végén felosztották a birodalmat maguk között.
A festmény, bár keletkezése idején nem mutatták be és nem értették meg széles körben, az elkövetkezendő évtizedekben nagy jelentőségre tett szert, mert előrevetítette az 1908-as ifjútörök forradalmat, amely véget vetett a szultán közvetlen uralmának és teljhatalmának (amelyet az 1913-as államcsíny után a három pasa uralma váltott fel), és megalapozta a Birodalom belépését a világháborúba a központi hatalmak oldalán, majd ezt követő feldarabolását.

## Fordítás
- Ez a szócikk részben vagy egészben  a   The Tortoise Trainer című angol Wikipédia-szócikk ezen változatának fordításán alapul.  Az eredeti cikk szerkesztőit annak laptörténete sorolja fel. Ez a jelzés csupán a megfogalmazás eredetét és a szerzői jogokat jelzi, nem szolgál a cikkben szereplő információk forrásmegjelöléseként.